# Генеральна скарбова канцелярія
Генеральна скарбова канцелярія — найвища фінансова установа гетьманського уряду у 1723-81 роках в Україні.
Генеральна скарбова канцелярія займалась збиранням податків з населення, відала військовим скарбом, військовими маєтностями й ранговими маєтностями, контролювала державні прибутки та видатки, наглядала за будівництвом укріплень тощо. Генеральну скарбову канцелярію очолював генеральний підскарбій. Знаходилась у Глухові.
Керівництво Г.с.к. покладалося на двох генеральних підскарбіїв — одного українця й одного росіянина. Г.с.к. очолювали: з українців — А.Маркович, М.Скоропадський, В.Гудович; з росіян — І.Мякінін, С.Полозов, О.Панін. Функції державного контролю виконувала окрема Генеральна лічильна комісія (1734–82).